# Willem van Waterschoot van der Gracht
Willem Anton Joseph Maria van Waterschoot van der Gracht (* 15. Mai 1873 in Amsterdam; † 17. August 1943 in Roermond) war ein niederländischer Jurist und Geologe.

## Leben
W.A.J.M. van Waterschoot van der Gracht (abgekürzt WG) stammte aus einer patrizischen Amsterdamer Familie, sein Vater Walther Simon Joseph van Waterschoot van der Gracht (1845–1921) war Anwalt, Notar und Kantonsrichter, ehemaliges Mitglied des Amsterdamer Rates, der Ersten Kammer der Generalstaaten und des Parlaments der Provinz Nordholland. Auch WG studierte zunächst nach dem Besuch des Gymnasiums in Amsterdam und Katwijk Jura an der Universität von Amsterdam mit der Promotion cum laude 1899 (über die Regulation des Fischfangs), schloss aber ein Studium der Geologie und Bergbaukunde in England und Deutschland an, mit einem Abschluss an der Bergakademie Freiberg 1903. Ab 1903 war er Sekretär des Bergbaurates (Mijnraad), der von 1902 bis 1955 bestand und die Regierung in Bergbaufragen beriet. 1905 bis 1917 war er dessen Leiter und in dieser Funktion hatte er 1906 Anteil an der Neuregelung bergbaurechtlicher Fragen in den Niederlanden. Ab 1905 war er Ingenieur bei der neu gegründeten staatlichen Prospektionsgesellschaft für Mineralien (Rijksopsporing van Delfstoffen, ROVD), die bis 1923 bestand. 1906 fand er dabei Steinkohle im Hochmoor de Peel (zwischen Nordbrabant und Limburg), nachdem er die Ergebnisse der diesbezüglichen Tiefenbohrungen aus dem benachbarten Deutschland ausgewertet hatte. Der Fund kam gerade rechtzeitig, denn die Regierung überlegte schon die Auflösung der ROVD wegen Erfolglosigkeit. Er machte weitere Funde für die ROVD, hatte bald einen guten Ruf als Bergbauspezialist und wurde häufig als Berater hinzugezogen. Von 1909 bis 1913 besuchte er in diesem Zusammenhang Rumänien, Spanien, Süd- und Ostafrika und Patagonien (wo er für die Regierungen von Chile und Argentinien in Feuerland kartierte von einem Segelschiff aus). 1913/14 erstellte er einen Bericht über Rohstoffexploration in Indonesien für die Regierung.
Ab 1910 beriet er auch Ölgesellschaften und war 1915 im Auftrag der Royal Dutch Shell in den USA. 1918 verließ er den Staatsdienst um für Ölgesellschaften wie Shell vor allem in Nordamerika zu arbeiten. Auf seine Initiative hin wurden vom Ölmagnaten E. W. Marland 1923 die ersten reflexionsseismischen Prospektionen nach Erdöl in den USA unternommen (mit einer Seismos Mannschaft unter Ludger Mintrop, der mit WG befreundet war). Nachdem er zunächst Präsident von Roxana Petroleum, einer US-amerikanischen Shell Tochter war, wechselte er in den 1920er Jahren zu Marland´s Ölgesellschaft und wurde Präsident der Marland Oil Company of Texas (und Vizepräsident der Marland Oil in Delaware) und leitete die gesamte Forschung von Marland. In seiner Zeit in den USA veröffentlichte er kaum etwas. 1928 kehrte er nach Europa zurück und lebte auf den österreichischen Gütern seiner Frau und begann wieder zu veröffentlichen, wobei er seine in den USA erworbenen Kenntnisse verwertete (The permo-carboniferous orogeny in the south-central United States, 1931). 1931 ging er noch einmal ein Jahr in die USA. 1932 war er wieder im Staatsdienst als Ingenieur (Hoofdingenieur) und später niederländischer Generalinspektor für Bergbau. In dieser Funktion hatte er die Oberaufsicht über den Bergbau in den Niederlanden.
Während dieser Zeit verglich er auch die geologischen Strukturen des Paläozoikums in den USA und Europa und folgerte das Vorhandensein von Öl- und Gasvorkommen im europäischen Paläozoikum. Er empfahl mit Nachdruck deren Exploration. Später erwiesen sich die Schichten des Perm als ergiebige Reservoirgesteine für Erdgas in den Niederlanden.
Bei Beginn des Zweiten Weltkriegs war er schon pensioniert, bemühte sich aber mit Ulbo de Sitter (1902–1980) und anderen während der Besatzungszeit um junge Geologen, die ihrer Studienmöglichkeiten beraubt worden waren, Beschäftigung in der Erkundung und Forschung für den Steinkohlebergbau zu finden, zum Beispiel in der Auswertung der von der ROVD angesammelten Erkundungsergebnisse.
WG unterstützte die Kontinentalverschiebungstheorie von Alfred Wegener. Als dieser 1926 in New York auf der Herbsttagung der AAPG darüber vortrug warnte WG davor, diese nur deshalb zurückzuweisen, weil kein plausibler Mechanismus als Ursache damals vorstellbar war und wies in diesem Zusammenhang auf eine ähnliche Diskussion zur Deckenbildung in den Alpen in seiner Studienzeit hin, für die auch kein Mechanismus bekannt war, die aber gut durch Fakten belegt war.
1936 wurde er ordentliches Mitglied der Königlich Niederländischen Akademie der Wissenschaften, der er bereits von 1929 bis 1932 angehört hatte. Außerdem war er Ehrenmitglied der Koninklijk Nederlands Geologisch Mijnbouwkundig Genootschap (K.N.G.M.G.), der American Association of Petroleum Geologists (zu deren Gründern er 1917 zählte und deren Ehrenmitglied er ab 1936 war) und des Internationalen Bohrtechnischen Verbandes. Die K.N.G.M.G. vergibt einen Preis zu seinen Ehren, die Van Waterschoot van der Gracht Medaille. 1924 wurde er Ehrendoktor der Colorado School of Mines.
1901 heiratete er in Graz Josefine Freiin von Hammer-Purgstall (Tochter von Arthur Wilhelm Franz Josef Freiherr von Hammer-Purgstall (1855–1904)). Aus der Ehe ging die Tochter Gisèle van Waterschoot van der Gracht (1912–2013) hervor, eine Künstlerin und Kunstmäzenin. Außerdem hatte er drei Söhne.